# Мильова къща
Мильовата къща (на гръцки: Αρχοντικό Μήλιου) е къща, архитектурна забележителност в село Ератира (Селица), Гърция.

## Местоположение
Къщата е разположена в северната част на Селица.

## Описание
Сградата е типичен пример за селишката къща. Стенописите ѝ датират от XIX век и са съсредоточени в една стая на първия етаж, като се простират по протежение на фриз под тавана. Изобразени са човешки и животински фигури, както и сгради. Военното облекло на фигурите и последователността, която изглежда имат изображенията, може би показват наративния характер на сцените и тяхната възможна връзка със събития от времето.